# Dzjvari
Dzjvari (Georgisch: ჯვარი, Jvari) is een plaats in het noordwesten van Georgië met 1.206 inwoners (2024), gelegen in de gemeente Tsalendzjicha (regio Samegrelo-Zemo Svaneti). Dzjvari ligt ruim 25 kilometer ten noordoosten van Zoegdidi en hemelsbreed ruim 250 kilometer van Tbilisi. De naam betekent 'kruis', en komt vaker voor als plaatsnaam in het christelijke Georgië.

## Locatie
Dzjvari ligt in de uitlopers van de Grote Kaukasus, in het stroomdal van de rivier Engoeri, vlak bij de grote stuwdam in deze rivier. De stuwdam is de tweede hoogste van zijn soort in de wereld. De bergen rond Dzjvari zijn tot ruim 2.000 meter boven zeeniveau hoog.

## Geschiedenis
Eind jaren 1960 werd het Mingreelse dorp Dzjvari flink uitgebreid ten behoeve van de bouw van de Engoeri stuwdam, vijf kilometer ten noorden van het dorp. Er kwam een speciale bouwvakkersnederzetting met dezelfde naam, dat meteen de status 'nederzetting met stedelijk karakter' (დაბა, daba) kreeg. Voor de bouw van de Engoeridam werd in 1965 de 34 kilometer lange spoorlijn Zoegdidi-Dzjvari geopend. In 1981 kreeg Dzjvari stadsrechten. In de Sovjetperiode stond in Dzjvari een theefabriek en werd er marmer geproduceerd.
De Sovjet-sergeant Meliton Kantaria, die op het einde van de Tweede Wereldoorlog werd gefotografeerd terwijl hij de Vlag van de Sovjet-Unie op de Reichstag hijst, is in Dzjvari geboren.

## Demografie
Begin 2024 had Dzjvari 1.206 inwoners. Dzjvari is mono-etnisch Georgisch (Mingreels).
| Jaar                                                             | 1939 | 1959 | 1970  | 1979  | 1989  | 2002  | 2014 | 2020  | 2024  |
| ---------------------------------------------------------------- | ---- | ---- | ----- | ----- | ----- | ----- | ---- | ----- | ----- |
| Aantal                                                           | -    | -    | 4.458 | 4.837 | 4.970 | 4.794 | 763  | 1.447 | 1.206 |
| Verantwoording data: Bevolkingsstatistiek Georgië 1897 tot heden |      |      |       |       |       |       |      |       |       |

### Herindeling
Medio 2014 werd de samenstelling van de administratieve gemeenschap (თემი, temi) Dzjvari gewijzigd. Een groot deel van de stad Dzjvari werd toegevoegd aan het oorspronkelijke dorp Dzjvari, waardoor de bevolking van het dorp toenam tot 3.157 (volkstelling 2014). Tegelijkertijd werden twee dorpen afgesplitst van de stad: Naka en Otstsjane. Hierdoor kromp de stad naar 763 inwoners, waarbij ook de algemene bevolkingsdaling een rol speelde. De totale temi had in 2014 4.361 inwoners.

## Bezienswaardigheden

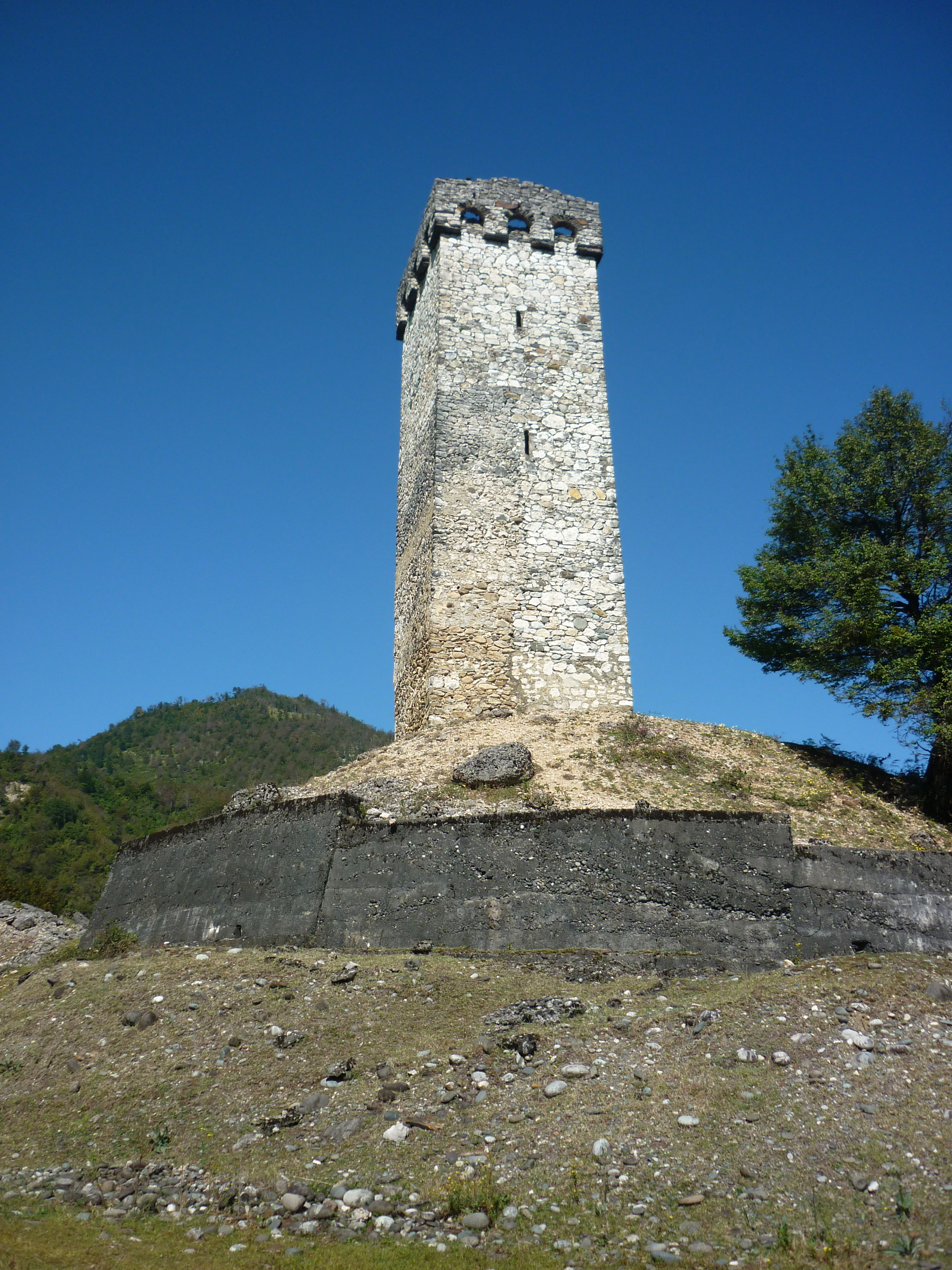
Omune-toren

Langs de Engoeri en de nationale weg naar Mestia staat de middeleeuwse Omune-toren, onderdeel van een oud fort. Ten noorden van Dzjvari ligt een grote stuwdam in de Engoeri, met daarachter het Dzjvari-reservoir. De stuwdam is de tweede hoogste zogeheten boogdam in de wereld, met een hoogte van ruim 271 meter. Deze dam is onderdeel van de Engoeri-waterkrachtketen waarvan de centrale in het Gali district in Abchazië staat. De waterkrachtcentrale, met een vermogen van 1300 megawatt, werd in 1978 gedeeltelijk operationeel na een bouwtijd van 17 jaar. De bouw was pas in 1987 geheel af. Volgens een overeenkomst uit 1997 komt 40% van de elektriciteitsproductie aan Abchazië toe. In 2021 werden plannen gemaakt om rond de dam en het reservoir een toeristisch gebied te maken.

## Vervoer
Dzjvari is via de weg goed bereikbaar vanaf Zoegdidi via de nationale route Sh7 die langs het stadje rijdt en de hoofdroute naar Mestia is. Dzjvari was het eindpunt van een 34 kilometer lange spoorlijn vanuit Zoegdidi. De lijn werd in 1965 geopend ter voorbereiding van de bouw van de Engoeridam, maar is sinds de jaren 1990 niet meer in gebruik en is grotendeels opgebroken.

## Geboren
- Meliton Kantaria (1920-1993), Sovjet-sergeant die op het einde van de Tweede Wereldoorlog werd gefotografeerd met de Vlag van de Sovjet-Unie op de Reichstag.